# مارك ديلارد
مارك ديلارد (بالإنجليزية: Mark Dillard)‏ هو لاعب كرة قدم أمريكية أمريكي، ولد في 5 ديسمبر 1986 في باتون روج في الولايات المتحدة.